# Horace Parnell Tuttle

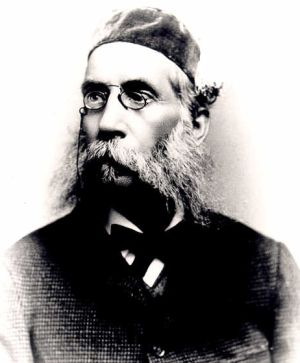
Horace Parnell Tuttle

Horace Parnell Tuttle (n. 17 martie 1837, Newfield⁠(d), Maine, SUA – d. 16 august 1923, Washington, D.C., District of Columbia, SUA) a fost un astronom american, veteran al Războiului Civil și frate al astronomlui Charles Wesley Tuttle.

## Descoperiri
A descoperit sau codescoperit numeroase comete, între care 55P/Tempel-Tuttle (corp părinte al ploii de meteori a Leonidelor) și 109P/Swift-Tuttle (corp părinte al ploii de meteori a Perseidelor). Celelalte comete periodice care-i poartă numele sunt 8P/Tuttle și 41P/Tuttle-Giacobini-Kresák.
Asteroidul 5036 Tuttle a fost numit în cinstea sa.
Tuttle este creditat cu descoperirea galaxiilor NGC 2655 în constelația Girafa, și NGC 6643 în constelația Dragonul.
| C/1857II Bruhns             | aprilie 1857      |
| C/1857V Klinkerfues         | 23 august 1857    |
| C/1857VI Donati             | 11 noiembrie 1857 |
| 8P/Tuttle                   | 5 ianuarie 1858   |
| 41P/Tuttle-Giacobini-Kresak | 2 mai 1858        |
| C/1858VII                   | 5 septembrie 1858 |
| C/1859 G1 Tempel            | 24 aprilie 1859   |
| C/1860 III                  | 22 iunie 1860     |
| C/1861 III                  | 18 decembrie 1861 |
| 109P/Swift-Tuttle           | 19 iulie 1862     |
| C/1861 Y1 Tuttle            | 19 decembrie 1862 |
| 55P/Tempel-Tuttle           | 2 ianuarie 1866   |
| 8/P1871 T1 Tuttle           | 23 octombrie 1871 |
| 2P/Encke                    | 26 ianuarie 1875  |
| C/1888V Barnard             | 1 noiembrie 1888  |

| 66 Maja   | 9 aprilie 1861 |
| 73 Klytia | 7 aprilie 1862 |